# Европейская ручьевая минога
Европейская ручьевая минога (лат. Lampetra planeri) — вид пресноводных бесчелюстных семейства миноговых.

## Внешний вид и морфология
Отчасти походит на речную миногу, но так сильно отличается от последней — как меньшей величиной, так зубами и плавниками, — что перепутать их невозможно. Двенадцать зубов или острых зубцов возвышаются на пластинке, соответствующей нижней челюсти; окружность рта усажена густым венчиком расположенных в несколько рядов коротких бородавчатых бахром, между которыми также видны маленькие зубы; в остальном зубы её похожи на зубы речной миноги. Первый спинной плавник или сливается непосредственно со вторым, или отделен от него небольшим промежутком. Относительно цвета ручьевая минога отличается от речной тем, что спина её имеет более оливково-зеленоватый оттенок. Длина её достигает 20—40 см.

### Пескоройки
Пескоройки (личинки) живут в речках до 4—6 лет, достигая длины 20 см и массы 4—7 г. Взрослые миноги мельче и редко достигают 18 см. Предельный возраст 7 лет.
Это животное бывает при 18 см длины толщиной не более гусиного пера, голова у него маленькая, с едва заметными глазами; жаберные отверстия лежат в глубоких продольных бороздках, на коже очень заметные кольца; серебристо-матовый цвет на плавниках переходит в желтовато-белый. Оно встречается почти везде в значительном количестве, держится в водах с песчаным или илистым дном и напоминает своим образом жизни больше червей, чем рыб, к которым поэтому и причислено только после тщательного анатомического исследования. Подобно червям, пескоройки вкапываются в ил, который добровольно не покидают почти никогда, а пускают в дело свои плавники, только когда хотят вновь спрятаться в ил или в другое подобное место.

## Систематика
Подвидов нет. Не совсем ясны взаимоотношения ручьевой миноги с речной миногой Lamperta fluviatilis, с которой она очень близка по составу белков и количеству ядерной ДНК. Отмечен совместный с ней нерест, что дало основания рассматривать их как жилую и проходную формы одного вида.

## Образ жизни и питание
Ручьевая минога никогда не выходит в море, весь жизненный цикл проходит в реке. Личинки (пескоройки) чаще населяют небольшие речки и ручьи, предпочитают заиленные участки, ведут скрытный образ жизни, зарываются в грунт. На 5—6-м году жизни происходит метаморфоз, в результате которого личинка превращается во взрослую миногу, при этом уменьшается длина тела. Поэтому взрослые особи всегда меньше личинок, они не питаются и живут за счет накопленного жира.
Взрослая ручьевая минога не питается и имеет атрофированный кишечник. Личинки питаются диатомовыми и другими мелкими водорослями, потребляют также детрит с разложившимися растительными и животными остатками.

## Размножение
Сразу же после метаморфоза начинается быстрый рост гонад, очень скоро миноги приступают к размножению. Половозрелые особи имеют длину 11—14 см и массу 2—3 г. Нерест бывает в мае-июне на каменистых перекатах, при температуре воды 14—19 °С. Самец прикрепляется ротовой воронкой к камню и расчищает гнездо овальной формы. Один самец попеременно оплодотворяет икру нескольких самок. Во время полового акта самец присасывается ротовой воронкой к затылку самки и обвивает её своим хвостовым отделом. У европейской ручьевой миноги некоторые особи достигают половой зрелости и приступают к размножению еще в личиночной стадии, то есть им свойственна неотения. Половозрелые личинки ручьевой миноги, как и взрослые половозрелые особи, имеют признаки полового диморфизма: у самок хорошо развит анальный плавник, а у самцов — длинный половой сосочек. Возможно, что выпадение у непаразитических миног стадии паразитического питания, присущей паразитическим миногам, является началом неотении.

## Хозяйственное значение
Промыслового значения европейская ручьевая минога не имеет. Описаны случаи тяжелого отравления людей супом из ручьевых миног. В выделениях одноклеточных кожных желез этих миног заключается яд, который вызывает воспаление желудочно-кишечного тракта. Яд этот стоек к нагреванию. Пескороек используют в качестве наживки.

## Распространение
Бассейны рек Северного и Балтийского морей от Италии, Франции и Англии до Швеции, Финляндии и Карелии. Отдельные популяции вне основного ареала имеются в верховьях Волги и Дуная. В России встречается в бассейне Верхней и Средней Волги: в речках и притоках Волги из областей Московской (Яхрома, Сестра, Клязьма), Ярославской, Костромской и Нижегородской — до Балахны, а также в бассейне Оки — реки Ранова, Мокша, Атмис и др. Живет она в речках Калининградской области, в Чудском и Псковском озерах и их притоках, в реках Финского залива (Нева, Нарва), известна из бассейнов Ильменя, Ладожского и Онежского озёр. Её ареал во многом совпадает с ареалом речной миноги, но в реках Центральной Европы ручьевая минога занимает верхние участки рек или более мелкие речки, расположенные дальше от моря, а речная предпочитает низовья.

## Охранный статус
В большинстве стран Европы и в России численность ручьевой миноги постоянно сокращается, и она занесена в список редких и находящихся в угрожающем состоянии рыб Европы. Эта минога, являясь хорошим индикатором чистоты воды (как и совместно обитающие с ней хариус и подкаменщик), совершенно не выносит загрязнений. Поэтому основные меры охраны — предотвращение промышленных и сельскохозяйственных стоков в водоемы. Целесообразна организация небольших заповедников на мелких речках, где живут эти миноги.